# Tahar l'étudiant
Pour plus de détails, voir Fiche technique et Distribution.
Tahar, l’étudiant est un documentaire français réalisé en 2005 par Cyril Mennegun. Avec ce film, Cyril Mennegun donne son premier rôle à Tahar Rahim, révélé au grand public quatre ans plus tard dans le film de Jacques Audiard Un prophète.

## Fiche technique
- Titre : Tahar l’étudiant
- Réalisation : Cyril Mennegun
- Interprètes : Tahar Rahim, Ahmed Rahim, Adama Barry
- Image : Cyril Mennegun
- Son : Jean Claude Brisson
- Narrateur : Tahar Rahim
- Montage : Cécile Perraut
- Date de sortie : octobre 2005
- Format : 4/3
- Genre : documentaire
- Durée : 52 minutes
- Producteur : Bruno Nahon
- Production : Zadig productions
- Tous publics

## Festivals et distinctions
- Lauréat des étoiles de la Scam.
- sélectionné au International Film Festival of Humans Rights de Montréal
- sélectionné au IX International Film Festival of Humans Rights de Buenos aires
- Sélection festival du film documentaire de l'Oise
- Sélection Les rencontres de Tunis. Cinéma El Teatro TUNIS
- Lussas 2006 États généraux du film documentaire
- Sélection au festival international du film de Grenoble.
- International contest Japan Prize (compétition internationale)
- Sélection 6e escales de la Rochelle (compétition internationale)
- Sélection Rencontres documentaires de Montreuil.
- Sélection Festival International du film d'Amiens
- Sélection Festival du film d'éducation - Ciné Zénith - Évreux